# Katedra Niepokalanego Poczęcia Najświętszej Maryi Panny w Salonikach
Katedra Niepokalanego Poczęcia Najświętszej Maryi Panny w Salonikach – rzymskokatolicka katedra wikariatu apostolskiego Salonik znajdująca się w Salonikach, przy ulicy Fragon w Grecji.
Została ukończona w 1902. Msze są odprawiane w języku greckim i angielskim. W niedziele o 8:00 i 10:00 są odprawiane po grecku, a o godzinie 19:00 po angielsku.